# Everything In Time
Everything In Time es el último álbum de No Doubt con nuevos mixes y remixes lanzados en 2003 como el disco The Singles 1992-2003.

## Singles

### Disco 1
1. "Big Distraction"
2. "Leftovers"
3. "Under Construction"
4. "Beauty Contest"
5. "Full Circle"
6. "Cellophane Boy"

### Disco 2
1. "Everything In Time" (Vivo en Los Ángeles)
2. "You're So Foxy"
3. "Panic"
4. "New Friend" con Buccaneer
5. "Everything In Time" (Vivo en Londres)
6. "Sailin' On"
7. "Oi to the World"
8. "I Throw My Toys Around" featuring Elvis Costello

### Remixes
1. "New & Approved" (New Remix)
2. "A Real Love Survives" (Rock Steady remix) featuring Ms. Dynamite
3. "A Rock Steady Vibe" (Rock Steady remix) featuring Sweetie Irie

- Datos: Q33133